# Seven Femenino de Canadá 2019
El Seven Femenino de Canadá de 2019 fue la quinta edición del torneo de rugby 7, fue el quinto de la Serie Mundial Femenina de Rugby 7 2018-19.
Se desarrolló en el Westhills Stadium de la ciudad de Langford, Canadá.

## Equipos participantes
Además de los 11 equipos que tienen su lugar asegurado para toda la temporada se suma como invitado la selección de Brasil.
| - Australia - Brasil - Canadá - China - España - Estados Unidos | - Fiyi - Francia - Inglaterra - Irlanda - Nueva Zelanda - Rusia |

## Fase de grupos

### Grupo A
| Equipo    | Encuentros | Encuentros | Encuentros | Encuentros | Tantos  | Tantos    | Tantos     | Puntos |
| Equipo    | jugados    | ganados    | empatados  | perdidos   | a favor | en contra | diferencia | Puntos |
| --------- | ---------- | ---------- | ---------- | ---------- | ------- | --------- | ---------- | ------ |
| Australia | 3          | 3          | 0          | 0          | 105     | 26        | +79        | 9      |
| Canadá    | 3          | 2          | 0          | 1          | 74      | 41        | +33        | 7      |
| Irlanda   | 3          | 1          | 0          | 2          | 42      | 62        | –20        | 5      |
| Brasil    | 3          | 0          | 0          | 3          | 21      | 113       | –92        | 3      |

### Grupo B
| Equipo        | Encuentros | Encuentros | Encuentros | Encuentros | Tantos  | Tantos    | Tantos     | Puntos |
| Equipo        | jugados    | ganados    | empatados  | perdidos   | a favor | en contra | diferencia | Puntos |
| ------------- | ---------- | ---------- | ---------- | ---------- | ------- | --------- | ---------- | ------ |
| Nueva Zelanda | 3          | 3          | 0          | 0          | 83      | 17        | +66        | 9      |
| Inglaterra    | 3          | 2          | 0          | 1          | 69      | 26        | +43        | 7      |
| Rusia         | 3          | 1          | 0          | 2          | 54      | 59        | –5         | 5      |
| China         | 3          | 0          | 0          | 3          | 12      | 116       | –104       | 3      |

### Grupo C
| Equipo         | Encuentros | Encuentros | Encuentros | Encuentros | Tantos  | Tantos    | Tantos     | Puntos |
| Equipo         | jugados    | ganados    | empatados  | perdidos   | a favor | en contra | diferencia | Puntos |
| -------------- | ---------- | ---------- | ---------- | ---------- | ------- | --------- | ---------- | ------ |
| Estados Unidos | 3          | 3          | 0          | 0          | 61      | 19        | +42        | 9      |
| Francia        | 3          | 2          | 0          | 1          | 38      | 43        | –5         | 7      |
| España         | 3          | 1          | 0          | 2          | 50      | 54        | –4         | 5      |
| Fiyi           | 3          | 0          | 0          | 3          | 35      | 68        | –33        | 3      |

## Fase Final

### Copa de oro
|  | Cuartos de final | Cuartos de final | Cuartos de final |                |               | Semifinales   | Semifinales | Semifinales |                |                | Copa          | Copa         | Copa |  |
|  |                  |                  |                  |                |               |               |             |             |                |                |               |              |      |  |
|  |                  |                  |                  |                |               |               |             |             |                |                |               |              |      |  |
|  | Nueva Zelanda    | Nueva Zelanda    | 17               |                |               |               |             |             |                |                |               |              |      |  |
|  | Nueva Zelanda    | Nueva Zelanda    | 17               |                |               |               |             |             |                |                |               |              |      |  |
|  | España           | España           | 7                |                |               |               |             |             |                |                |               |              |      |  |
|  | España           | España           | 7                |                | Nueva Zelanda | Nueva Zelanda | 26          |             |                |                |               |              |      |  |
|  |                  |                  |                  |                | Nueva Zelanda | Nueva Zelanda | 26          |             |                |                |               |              |      |  |
|  |                  |                  | Estados Unidos   | Estados Unidos | 12            |               |             |             |                |                |               |              |      |  |
|  | Estados Unidos   | Estados Unidos   | Estados Unidos   | Estados Unidos | 12            | 12            |             |             |                |                |               |              |      |  |
|  | Estados Unidos   | Estados Unidos   |                  |                |               |               |             |             |                |                |               |              |      |  |
|  | Canadá           | Canadá           | 7                |                |               |               |             |             |                |                |               |              |      |  |
|  | Canadá           | Canadá           | 7                |                |               |               |             |             |                | Nueva Zelanda  | Nueva Zelanda | 21           |      |  |
|  |                  |                  |                  |                |               |               |             |             |                | Nueva Zelanda  | Nueva Zelanda | 21           |      |  |
|  |                  |                  | Australia        | Australia      | 17            |               |             |             |                |                |               |              |      |  |
|  | Francia          | Francia          | Australia        | Australia      | 17            | 26            |             |             |                |                |               |              |      |  |
|  | Francia          | Francia          |                  |                |               |               |             |             |                |                |               |              |      |  |
|  | Inglaterra       | Inglaterra       | 12               |                |               |               |             |             |                |                |               |              |      |  |
|  | Inglaterra       | Inglaterra       | 12               |                | Francia       | Francia       | 19          |             |                | Tercer lugar   | Tercer lugar  | Tercer lugar |      |  |
|  |                  |                  |                  |                | Francia       | Francia       | 19          |             |                | Tercer lugar   | Tercer lugar  | Tercer lugar |      |  |
|  |                  |                  | Australia        | Australia      | 26            |               |             |             |                |                |               |              |      |  |
|  | Australia        | Australia        | Australia        | Australia      | 26            | 31            |             |             | Estados Unidos | Estados Unidos | 26            |              |      |  |
|  | Australia        | Australia        |                  |                |               |               |             |             | Estados Unidos | Estados Unidos | 26            |              |      |  |
|  | Rusia            | Rusia            | 12               |                |               |               |             |             |                |                | Francia       | Francia      | 5    |  |
|  | Rusia            | Rusia            | 12               |                |               |               |             |             |                |                | Francia       | Francia      | 5    |  |
|  |                  |                  |                  |                |               |               |             |             |                |                |               |              |      |  |

| Bandera de Nueva Zelanda |
| Campeón Nueva Zelanda    |
| 4º título del circuito   |